# Ле Рей, Кэндис
Кэндис Ле Рей Гаргано (англ. Candice LeRae Gargano, урождённая Доусон (англ. Dawson), род. 29 сентября 1985, Риверсайд, Калифорния) — американская женщина-рестлер, в настоящее время выступает в WWE на бренде Raw. Она является бывшим командным чемпионом NXT среди женщин с Инди Хартвелл.
Ле Рей начала свою карьеру в рестлинге в 2002 году и до 2006 года работала в промоушене Empire Wrestling Federation (EWF). В последующие годы Ле Рей выступала в различных независимых промоушенах, включая Combat Zone Wrestling (CZW), Total Nonstop Action Wrestling (TNA), Shimmer Women Athletes, DDT Pro-Wrestling и Pro Wrestling Guerrilla (PWG), где она стала однократной командной чемпионкой мира PWG, став единственной женщиной-обладательницей титула в истории промоушена.
После участия в турнире Mae Young Classic в 2017 году, Ле Рей подписала контракт с WWE в начале 2018 года и дебютировала на бренде NXT, где она стала участвовала в соперничествах своего мужа Джонни Гаргано, прежде чем стать сольной исполнительницей. В 2020 году Ле Рей вместе с Гаргано, Инди Хартвелл и Остином Тиори образовала злодейскую группировку «Путь», которая распалась в следующем году. Она покинула компанию в мае 2022 года и вернулась в сентябре.

## Личная жизнь
Ле Рей вышла замуж за своего коллегу, рестлера Джонни Гаргано в «Диснейленде» 16 сентября 2016 года. 12 августа 2021 года они объявили, что Ле Рей беременна их первым ребёнком. Ребёнок, Квилл Гаргано, родился 17 февраля 2022 года.

## Титулы и достижения
- Alternative Wrestling Show
  - Чемпион мира AWS среди женщин (2 раза)[4][5]
  - Турнир за женское чемпионство AWS[6]
  - 2-й ежегодный женский турнир (2013)[7]
  - 3-й ежегодный женский турнир (2013)[8]
- DDT Pro-Wrestling
  - Чемпион железных людей в хеви-металлическом весе (1 раз)[9][10]
- Dreamwave Wrestling
  - Командный чемпион Dreamwave (1 раз)[4][11]
- Family Wrestling Entertainment
  - Чемпион FWE среди женщин (1 раз)[12][13]
- Fighting Spirit Pro Wrestling
  - Командный чемпион FSP (1 раз)[14]
- Pro Wrestling Guerrilla
  - Командный чемпион мира PWG (1 раз) — с Джоуи Райаном[15][16][17]
- Pro Wrestling Illustrated
  - № 18 в топ 50 женщин-рестлеров в рейтинге PWI Women’s 50 в 2016[18]
- Smash Wrestling
  - Золотой турнир (2015)[19]
- WWE
  - Командный чемпион NXT среди женщин (1 раз) — с Инди Хартвелл[20]
  - Чемпион WWE Speed среди женщин (1 раз)